# Cristóbal de Andino
Cristóbal de Andino (c. 1490- Burgos, entre enero y febrero de 1543) fue un artista renacentista español, especialmente reconocido como rejero, aunque también trabajó como platero, arquitecto, lapidario y escultor. Tuvo un enorme prestigio en su tiempo, fue muy estimado por sus contemporáneos  y está considerado como uno de los rejeros más importantes del renacimiento español. Su obra se centra principalmente en las catedrales de Burgos y Palencia, aunque uno de sus mejores trabajos fue la reja para el convento de san Francisco de Medina de Rioseco (Valladolid).
Diego de Sagredo exaltó su arte en Las medidas del romano, subrayando la preeminencia de Andino como introductor del renacimiento en la rejería española, afirmación compartida por Isidoro Rosell, y Amelia Gallego, una de las mayores expertas contemporáneas en rejería española le define como «el rejero, arquitecto y escultor más hábil y una de las personalidades más destacadas de su época».

## Biografía
Ceán Bermúdez afirmó que era hijo y discípulo de Pedro de Andino, rejero, escultor y arquitecto del que se sabe que realizó una reja para la librería de la catedral de Sevilla en 1527, pero Cristóbal ya era famoso antes de 1520. En cualquier caso, se desconoce el lugar de su nacimiento o la procedencia exacta de su familia, aunque se supone que descendían de Andino (Burgos), un pueblo cercano a Villarcayo. Orduña y Viguera le hace burgalés, y posiblemente siguiendo a Ceán sostiene que se formó en el taller de su padre, Pedro de Andino. No se descarta que naciera en Burgos, donde tuvo su taller, y una ciudad que no quiso abandonar. Gallego de Miguel se inclina a pensar que su apellido es realmente un topónimo, como hacen otros rejeros castellanos como Francisco de Salamanca, Juan de Ávila, Francisco de Villalpando y otros, por lo que ubicaría su origen en Andino. También ha sido atribuido Castrojeriz (Palencia) como su lugar de nacimiento.
Dentro de los familiares que él mismo cita en su testamento, se encuentran su tío Francisco de Andino, muerto ya en 1543, casado con Beatriz López, vecina de Valladolid, y su primo Andrés de Andino, batidor de oro, vecino de la misma ciudad. En las primeras décadas del siglo XVI vivía en Valladolid un platero llamado Francisco de Andino. Además, en relación con Cristóbal de Andino aparece el pintor Pedro de Andino, nacido hacia 1497, que probablemente sea pariente del pintor Juan de Andino, afincado en Cabreros del Monte (Valladolid). Declaró en 1537 siendo vecino de Medina de Rioseco (Valladolid) en el pleito que Cristóbal tuvo con Fadrique Enríquez de Velasco, Almirante de Castilla, por una obra que estaba haciendo en el convento de san Francisco de Medina de Rioseco.
Sobre su formación, Barrón sostiene que de ser cierto que fue hijo de Pedro de Andino debió de formarse en el taller familiar, aunque también le propone discípulo del rejero francés maestro Hilario, hecho que desmiente Gallego de Miguel por las diferencias técnicas y creativas que existen entre ambos. Desarrolló su labor profesional fundamentalmente en Burgos, donde estableció su poderoso taller que hará sombra a otros rejeros contemporáneos. Su mujer fue Catalina de Frías, con quien ya había casado en 1533, cuando compraron cuatro casas con huertas en Burgos a un matrimonio vecino de la ciudad. El 12 de enero de 1543 otorgó testamento en Burgos, y el 22 del mismo mes y año añadió nuevas cláusulas con un codicilo. Debió fallecer entre esta última fecha y el 9 de junio, día en que se dictó sentencia a favor de su viuda sobre el lugar de enterramiento de Andino. Considerando el periodo de un proceso judicial, se calcula que debió fallecer entre finales de enero y febrero de 1543.
En su testamento se declara rejero, reconoce tener arrendada una cantera de jaspe en Quintanilla de las Viñas (Burgos), propiedad del platero Juan de Horna, vivir en el arrabal de Vega, en el barrio de san Cosme y manda enterrarse en la iglesia de san Cosme y san Damián «en un arco questá junto al altar mayor hazia la mano de la Epístola»; en caso de no ser posible, pide que sea en santa María la Viejarrúa, también en Burgos. Finalmente fue enterrado en san Cosme y san Damián, en un suntuoso sepulcro que él mismo había diseñado. Su mujer, que aunque después de enviudar se casó con un escribano, otorgó testamento en 1562, por el que ordenó enterrarse junto a Andino.  Ella ya había fallecido el 7 de marzo de 1564, cuando sus hermanos María y Juan de Lerma Frías, obtuvieron ejecutoria en un pleito sobre los bienes de Catalina.
Un nutrido grupo de discípulos extendieron la influencia de su arte a toda España. Con él se formaron, entre otros, los oficiales Guillén de Bourse y Pedro Flamenco, Juan de Mompellin, Pedro de Izarra, Francisco de Astudillo, Juan de Umar, Esteban Flamenco y Alejo de Salamanca.

## Obras

### Rejería

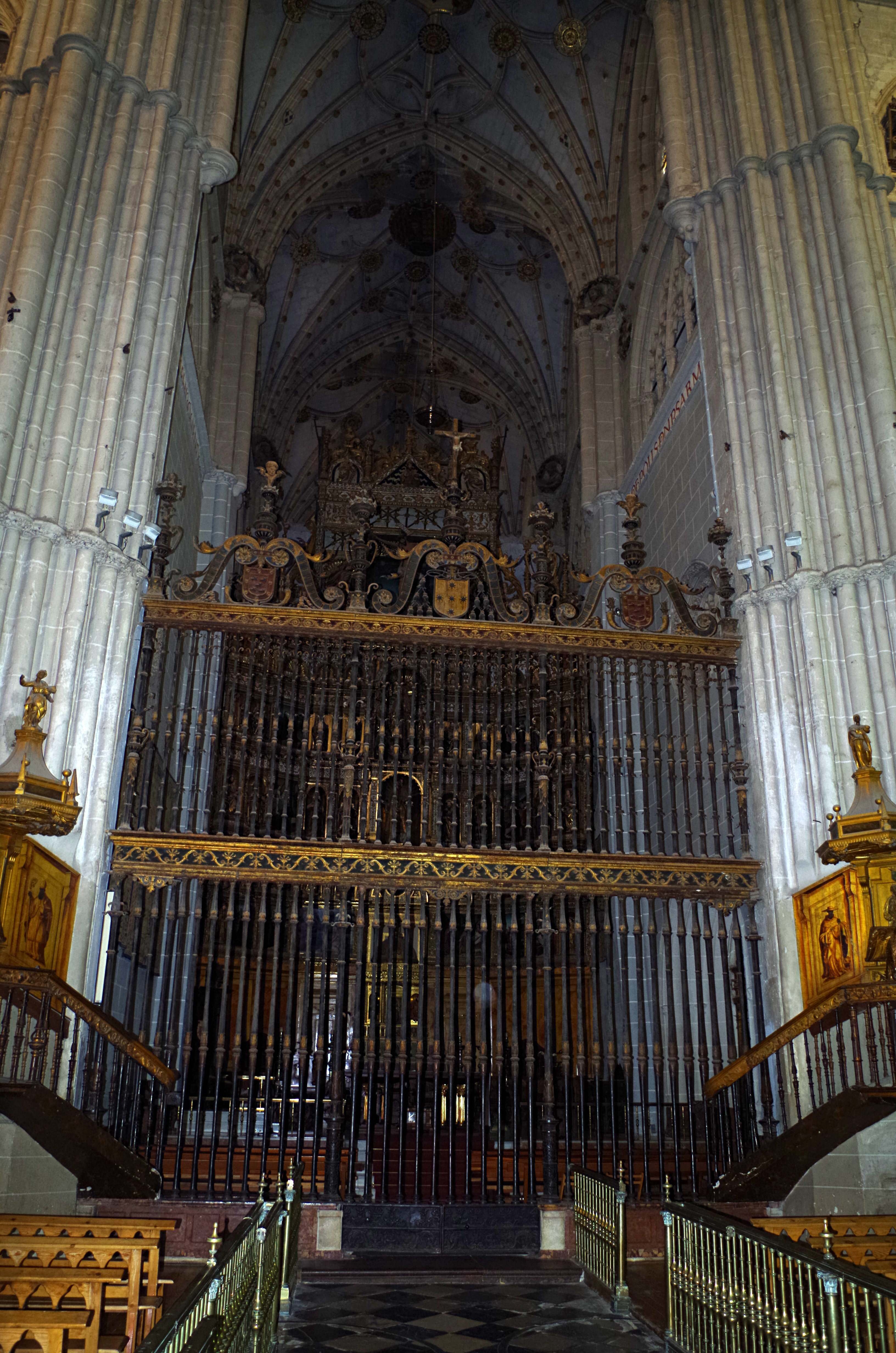
Reja de la capilla mayor de la catedral de Palencia (1520).

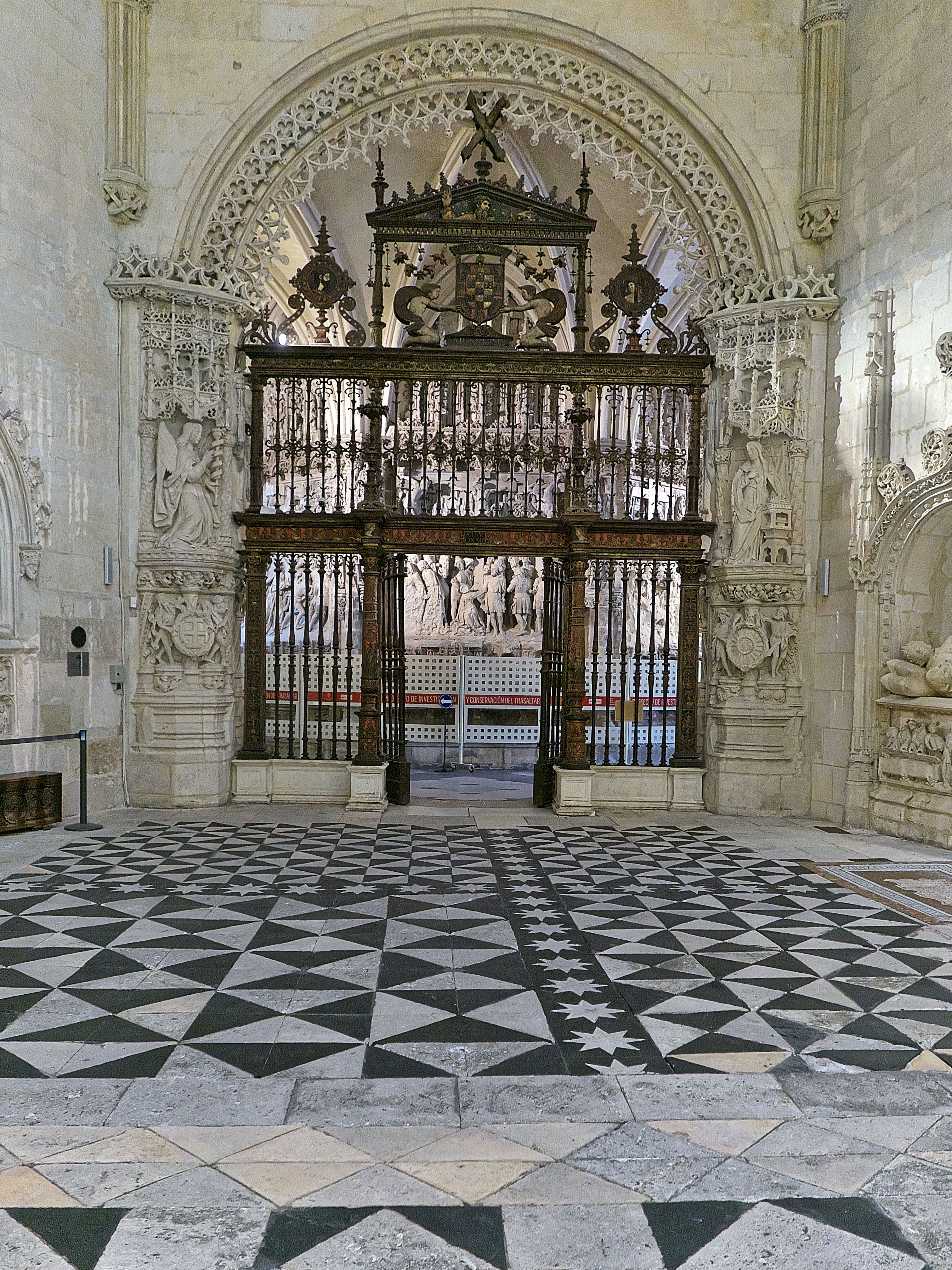
Reja de la capilla del Condestable de la catedral de Burgos (1523).

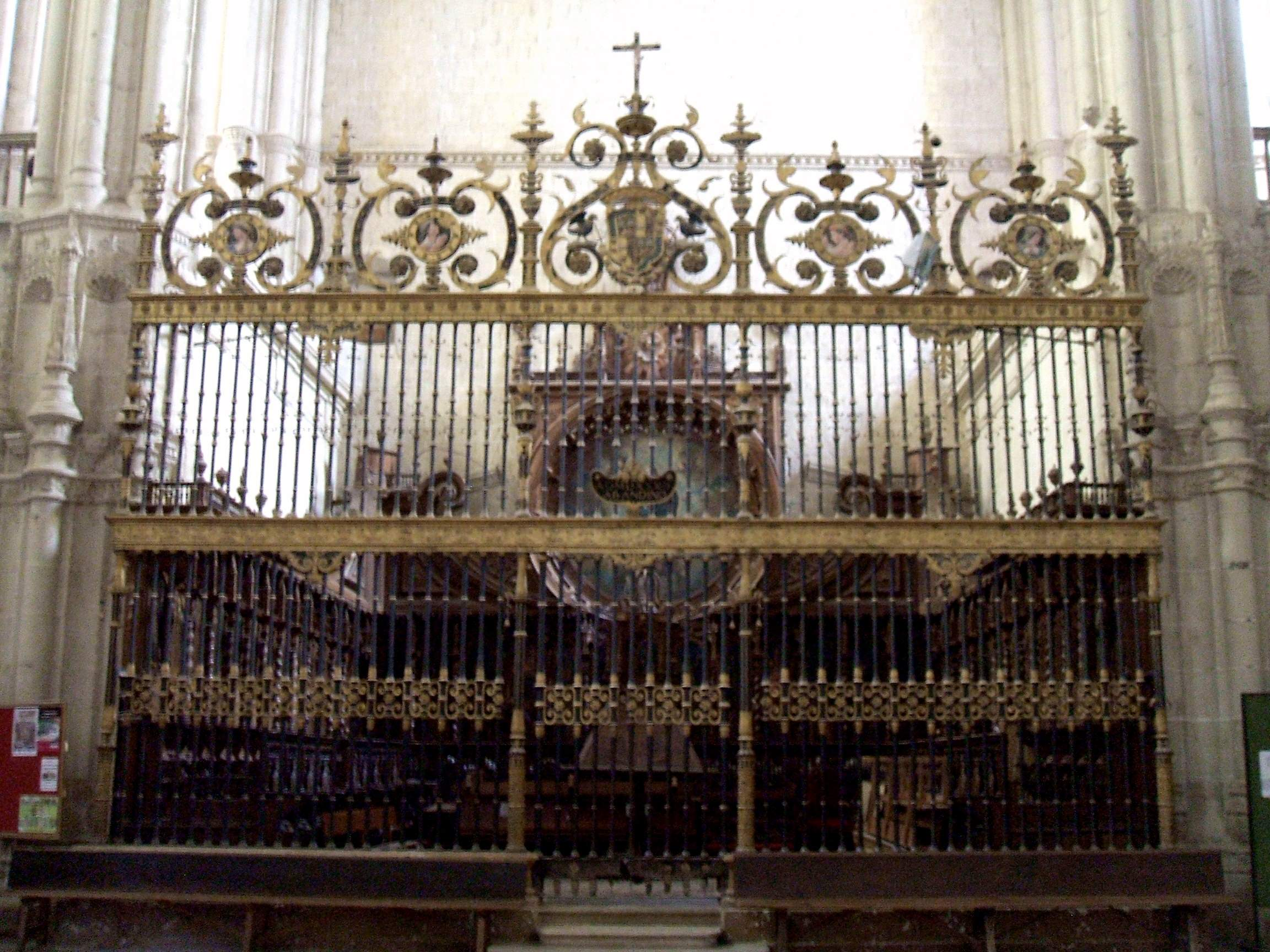
Reja del convento de san Francisco de Medina de Rioseco (1532).

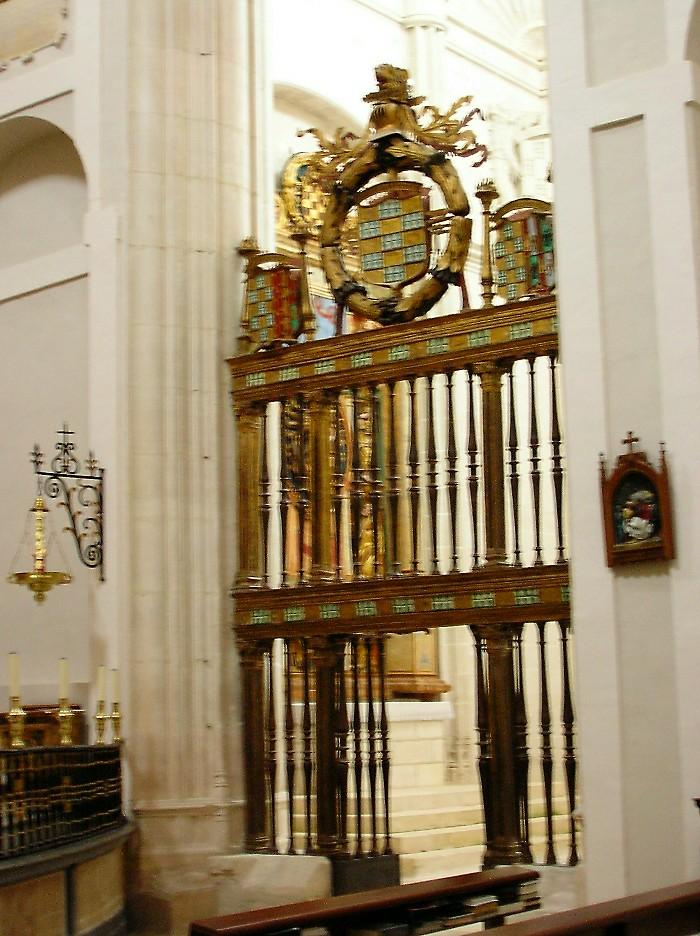
Reja del monasterio de santa Clara de Medina de Pomar (1545), atribuida a Cristóbal de Andino.

Su trabajo de rejería se centra principalmente en las catedrales de Palencia y Burgos, aunque también realizó una reja para el convento franciscano de Medina de Rioseco. También se le atribuyen otras obras en el monasterio de santa Clara de Medina de Pomar (Burgos), y en la capilla de san Gregorio de la catedral burgalesa.
Además, en 1540 participó en el concurso para realizar la reja de capilla mayor de la catedral de Toledo, que presupuestó en 10 000 ducados de oro, a cuyo proyecto renunció en 1542 por negarse a trasladarse a Toledo para llevar a cabo la obra, entre otras cuestiones, y fue ejecutada finalmente por Francisco de Villalpando.
Catedral de Palencia
Su primera obra documentada es la reja de la capilla mayor de la catedral de Palencia, que se contrató el 29 de enero de 1520 y se instaló a finales de 1524. Por este trabajo cobró mil quinientos ducados. Aunque no se conozcan trabajos suyos anteriores, su ejecución demuestra que ya era un maestro experimentado, y en ella ya muestra un estilo plenamente renacentista, con decoración muy refinada y abundancia de balaustres, uno de los elementos preferidos del rejero. Consta de dos cuerpos, más crestería y un crucifijo en lo alto. Además, figuran tres grandes escudos de los promotores de la obra, Gonzalo de Zapata, deán de la catedral, y Antonio de Rojas Manrique, obispo de Palencia.
En 28 de junio de 1532 el cabildo palentino le encargó una nueva reja para la misma capilla, que es la que cierra el paso hacia la sacristía, de menores dimensiones que la anterior. Le dejan el diseño a su elección, y le piden «que asy sea la dicha rexa muy perfecta y de lustre y gracia como la rexa de la Capilla Mayor, como se expresa de la grande yndustria del dicho Cristóbal de Andino». Consta de dos cuerpos más crestería, y está ricamente adornada por flameros, candeleros y tondos sobre peanas, con los bustos de san Antolín, san Pedro y san Pablo.
Catedral de Burgos
Otra de las primeras rejas de las que se tiene noticia es la que hizo en 1520 para la capilla mayor de la catedral de Burgos, que sustituyó a otra que había realizado el maestro Bujil cincuenta años antes. No se conserva esta reja, que debió de guardar similitudes con la de la catedral de Palencia, realizadas al mismo tiempo.
Un nuevo encargo para la catedral llegó con la reja para la capilla del Condestable, que se colocó a principios de verano de 1523 y está considerada como una de sus obras maestras. Se cree que en su traza pudo intervenir Diego de Siloé, que simultáneamente estaba realizando la parte decorativa de la capilla. Se trata de una elegante composición integrada por dos cuerpos de balaustres separados en calles por pilastras, y rematada en un coronamiento con un templete clasicista bajo el que dos tenantes sostienen el escudo de armas de los Condestables de Castilla, acompañados de medallones y otros motivos decorativos inusuales en la rejería española. Debajo del escudo figura la inscripción «A. B. ANDINO» y está fechada en el primer friso «M-D-XXIII». Diego de Sagredo alabó mucho este trabajo, asegurando que «tenía conocidas ventajasa todas las mejores del reino».
Poco antes de 1528 recibió otro encargo para la catedral de Burgos: las rejas de la capilla de la Presentación, que cierran los arcos de la capilla a la nave de la epístola. Se comprometió a terminar los trabajos para finales de 1528, pero en 1530 no estaban finalizadas, y ante el rumor en la ciudad de que Fadrique Enríquez de Velasco, Almirante de Castilla, se había encaprichado de ellas y las había hecho trasladar a su convento franciscano de Medina de Rioseco (Valladolid), el sobrino del contratante denunció a Andino en la Real Chancillería de Valladolid, que admitió haber vendido parte de ese trabajo al almirante, y fue condenado en 1533 a colocar las rejas en la capilla en el plazo de año y medio. Es posible que interviniese en su traza Felipe Bigarny. Se trata de dos piezas que influenciaron durante casi dos siglos la rejería de la catedral. Organizadas en dos cuerpos de balaustres entre columnas, separados por un friso de gran mérito. Están rematadas en uno de los coronamientos más bellos de la rejería renacentista castellana, en el que aparece el escudo del protonotario Gonzalo Díez de Lerma, promotor de la obra, entre candelabros, medallones, bichas y fruteros.
Convento de san Francisco de Medina de Rioseco
El almirante Fadrique Enríquez de Velasco le nombró director de las obras de la capilla mayor del convento de san Francisco de Medina de Rioseco, en el que había erigido un panteón familiar. Ya lo era cuando el 16 de agosto de 1532 Enríquez le escribe al artista, a quien se dirige como especial amigo «no me satisface si las obras se hacen no estando vos presente, os encargo que luego os volvais a Medina para que podays decir lo que la reja ha menester se le de y tambien a las otras obras [...] porque sabiendo que estays alli yre luego a veros de donde quiera que este, que sin vos no quiero ver las obras». El almirante se había encaprichado de la reja que estaba realizando para la capilla burgalesa de la Presentación, le encargó la reja de su capilla y los balaustres cincelados para la de la Presentación terminarían en la de Medina de Rioseco. Andino aceptó la petición del almirante y para su realización se trasladó a Medina, desde donde viajaba a Palencia y Burgos para atender otros trabajos. La reja fue asentada en 1532. Desde que fue instalada fue considerada como la mejor obra realizada por Andino, como lo reflejaron algunos coetáneos como Cristóbal de Villalón, y los expertos modernos mantienen la misma opinión.
El bachiller Villalón llegó a escribir sobre ella y su autor en estos términos «En Burgos vive un varón llamado Andino que labra en hierro; después de haber hecho admirables obras en España, a hecho en Medina de Ríoseco, por mandado del Almirante de Castilla, una rexa cuya obra, a mi ver, escede a los siete milagros del mundo y pésame porque no tengo lengua bastante con que la pusiese en su merescer». La obra está fechada en la cartela sobre la puerta «A. D. M-D-XXII = A. B. ANDINO». Tras la desamortización española que cerró el convento franciscano, la reja fue trasladada en 1854 a la iglesia de Santa María de Mediavilla, también en Medina de Rioseco, donde se conserva en la actualidad.
Obras atribuidas
Además de las ya mencionadas, se le atribuyen otras obras, suyas o de su taller. Es el caso de la reja de la capilla mayor del monasterio de santa Clara de Medina de Pomar (Burgos), patronato también de los Condestables de Castilla. De factura más sencilla, se compone de dos cuerpos separados por entablamentos, sin relieves en el friso, y rematada con escudos y una gran corona triunfal con cimera que porta el escudo de los Velasco. Fue policromada en 1545, dos años después de morir Andino.
También recuerda mucho a su trabajo la extraordinaria reja de la capilla de san Gregorio de la capital burgalesa. Compuesta de dos cuerpos de balaustres separados por frisos repujados, se corona con un gran escudo y decoraciones similares a las de la capilla de la Presentación, por lo que si no fue obra suya, debe corresponder a su taller.

### Escultura y arquitectura
En lo que respecta a la escultura, diseñó varias estatuas orantes para enterramientos funerarios, hecho por el que se le considera lapidario. Además, en su taller también se realizaban trabajos de cantería.
Como director de obras de la capilla del almirante en san Francisco de Medina de Rioseco, también recibió el encargo de realizar las estatuas orantes de su mujer, Ana de Cabrera Devèse, V condesa de Módica, y de la hermana de esta, Isabel, para ubicarlas en el panteón. Fechadas en 1532, igual que la reja, fueron realizadas en bronce. También hace referencia a ellas Villalón asegurando que «tambien labró en aquella mesma capilla un sepulcro de metal, de mas alto artificio que fue aquel que Artemisa edificó a su marido el rey Mausolo».

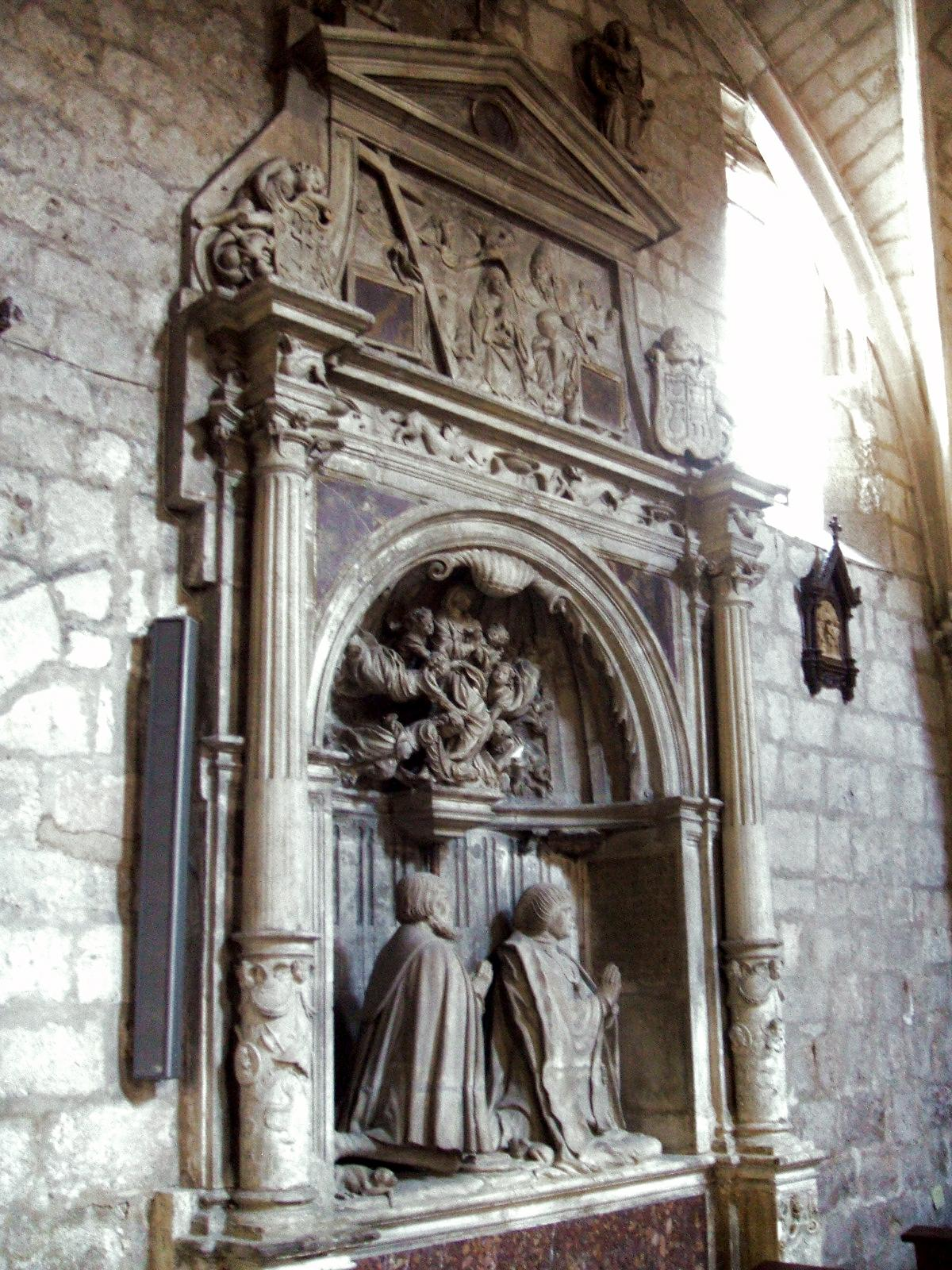
Sepulcro de Cristóbal de Andino y de su mujer, Catalina de Frías, en la iglesia de san Cosme y san Damián de la ciudad de Burgos.

También inició para el mismo cliente y lugar dos altares de piedra, dedicados a san Sebastián y san Jerónimo. Dirigió su obra hasta 1537, cuando tras un pleito con el almirante, las obras se adjudicaron al escultor Miguel de Espinosa, aunque en el basamento de los altares figuran las iniciales de Andino, y el año 1535.
En lo que se refiere a su propio sepulcro, fue diseño suyo. Poco antes de morir, en su testamento, mandó cómo debía de ser, y los materiales que se debían utilizar para su realización, por lo que aunque el diseño fue suyo, no realizó su ejecución: «que mi cuerpo sea sepultado en la iglesia parrochial de Señor San Gosmes e San Damián estramuros desta dicha çidad de Burgos, mi parrochia, en un arco en la dicha iglesia junto al altar mayor, el questá a la mano de la Epístola, el qual mando que se labre e se ponga en él las deboçiones siguientes: dentro del dicho arco la imagen de la Asençión de Nuestra Señora y ençima, por remate de la obra, un cruçifixo en la cruz, y en la delantera del dicho arco una piedra de jaspe; y que las dichas istorias sean de piedra blanca y de Atapuerca, y se haga de la manera que a mis testamentarios les paresçiere, porque con ellos lo tengo comonicado cómo ha de ser». Fue labrado en mármol, y se tallaron las estatuas orantes de él y de su mujer, con un epitafio que es posible que dejara dispuesto, que reza «Christophorus Andino egregius artifex et in architectura omnium sui seculi facile princeps».
En 1527 la ciudad sufrió una riada que dañó el puente de Santa María, para cuyo arreglo se contó con Diego de Siloé, y en caso de estar ausente debían encargarse Francisco de Colonia y el propio Andino, que llegó a recibir jornales como maestro de obras. Además, por encargo de su cabildo, trabajó en la terminación de la torre de la iglesia de la Asunción de Santa María del Campo (Burgos) ejecutadas por Diego de Siloé y Juan de Salas, y participó en el proyecto del arco de Santa María de la capital, pues cuando el concejo de la ciudad rechazó el diseño de Felipe Bigarny en 1536, ayudó a este con la nueva traza.

### Platería
Se consideró a sí mismo como platero, como se refleja en algunos documentos, y así le denomina su viuda en su testamento, que otorgó en 1562 y por el que se declara «viuda de Cristóbal de Andino, maestro de platero e rejero e otras artes de cantería e xaspe».
En la catedral de Burgos se conserva un cirio pascual de pie rectangular y cuerpo balaustral, de estilo renacentista, que puede ser obra suya fechable hacia 1525. La pieza se transforma en tenebrario, superponiéndole quince velas dispuestas en triángulo, para los oficios de Jueves y Viernes Santo. Su trabajo en la platería está relacionado con los plateros Andrés Gallo, Juan de Alvear, Francisco de Oñate, Juan de Horna el joven, Juan Ortega de San Román, Diego de Mendoza, Francisco de San Román, Pedro de Villadiego y Alonso de la Hoz, así como del relojero Pedro de Ibarra.